# Crambophilia majorcula
Crambophilia majorcula là một loài bướm đêm trong họ Noctuidae.